# Jieshou
Jieshou (chinesisch 界首市, Pinyin Jièshǒu Shì) ist eine kreisfreie Stadt im Nordwesten der chinesischen Provinz Anhui. Sie gehört zum Verwaltungsgebiet der bezirksfreien Stadt Fuyang. Jieshou hat eine Fläche von 652,8 km² und ca. 608.000 Einwohner (Stand: Ende 2018).

## Administrative Gliederung
Auf Gemeindeebene setzt sich das Jieshou aus drei Straßenvierteln, zwölf Großgemeinden und drei Gemeinden zusammen. Diese sind:
| Straßenviertel Dongcheng (东城街道), Sitz der Stadtregierung; Straßenviertel Xicheng (西城街道); Straßenviertel Yingnan (颍南街道); Großgemeinde Dahuang (大黄镇); Großgemeinde Daiqiao (代桥镇); Großgemeinde Guangwu (光武镇); Großgemeinde Guji (顾集镇); Großgemeinde Lucun (芦村镇); Großgemeinde Quanyang (泉阳镇); | Großgemeinde Shuzhuang (舒庄镇); Großgemeinde Taomiao (陶庙镇); Großgemeinde Tianying (田营镇); Großgemeinde Wangji (王集镇); Großgemeinde Xinmaji (新马集镇); Großgemeinde Zhuanji (砖集镇); Gemeinde Bingji (邴集乡); Gemeinde Jinzhai (靳寨乡); Gemeinde Renzhai (任寨乡). |

## Wirtschaft
Jieshou bildet gemeinsam mit den nahegelegenen Städten Taihe und Fuyang ein Zentrum der chinesischen Bleiindustrie. Aus dem Gebiet dieser drei Städte stammt in etwa die Hälfte der chinesischen Bleiproduktion.

## Persönlichkeiten
- Li Yuting (* 2002), Sprinterin